# 東太平洋馬鮫
東太平洋馬鮫為輻鰭魚綱鱸形目鯖亞目鯖科的其中一種，分布於中東太平洋區，從美國加州南部至秘魯海域，棲息深度可達12公尺，本魚腹鰭間的突起小而兩裂，身體覆蓋著小鱗片，側線逐漸地對於尾柄彎曲下來，泳鰾不存在，腹鰭相當長，側邊銀色的有很多的圓褐色的斑點，第一背鰭末梢部地是黑色的與在基底的白色，第二個背鰭被有些許色調淡黃色的而且有黑色的邊緣，臀鰭白色，背鰭硬棘15-18枚;背鰭軟條16-19枚;臀鰭軟條16-21枚;脊椎骨46-49枚，體長可達99公分，棲息在沿岸海域，屬肉食性，以魚類為食，可做為食用魚、遊釣魚。

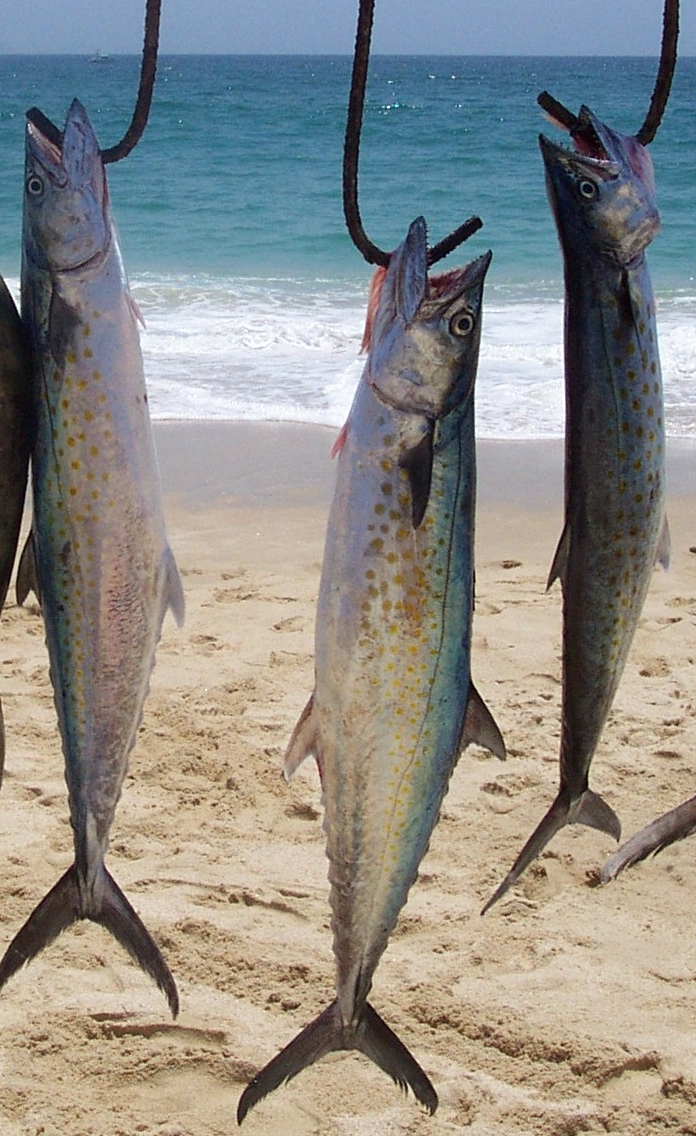
A catch of Pacific sierra

## 擴展閱讀
維基物種上的相關：東太平洋馬鮫